# Muriel Robb
Muriel Evelyn Robb (ur. 13 maja 1878 w Newcastle upon Tyne, zm. 12 lutego 1907 w Newcastle upon Tyne), tenisistka brytyjska, zwyciężczyni Wimbledonu.
Praworęczna Robb zaliczała się do czołówki brytyjskiej na przełomie XIX i XX wieku, ale tylko raz udało się jej triumfować na Wimbledonie, zdominowanym w tym okresie przez Charlotte Sterry, Blanche Hillyard i Dorotheę Douglass. Tytuł mistrzowski przypadł jej w niezwykłych okolicznościach - w 1902 finał z Charlotte Sterry przerwał deszcz przy stanie 4:6, 13:11, 1:1, a następnego dnia rozpoczęto pojedynek od początku. Tym samym za oficjalny mecz o tytuł uważany jest drugi pojedynek, wygrany przez Robb 7:5, 6:1. Finałem tym Robb zrewanżowała się przeciwniczce za dwie porażki w ćwierćfinałach poprzednich edycji. Wcześniej w finale turnieju pretendentek (All Comers) Muriel Robb pokonała Dorotheę Douglass 6:4, 2:6, 9:7.
Na Wimbledonie w 1902 Robb osiągnęła także finał gry mieszanej z Clementem Cazaletem, przegrywając do pary Sterry / Laurie Doherty 4:6, 3:6, ale mecz ten nie miał charakteru oficjalnego (mikst wprowadzono oficjalnie do turnieju w 1913). Z innych sukcesów Angielki można wymienić tytuły mistrzowskie Irlandii (1901), Szkocji (1901), Walii (1899). W 1903 nie broniła tytułu wimbledońskiego, tym samym otwierając drogę do pierwszego zwycięstwa Douglass.
Występy w challenge round na Wimbledonie:
- 1902 - 7:5, 6:1 z Charlotte Sterry

Źródła:
- Bud Collins, Tennis Encyclopedia, Visible Ink Press, Detroit 1997
- Martin Hedges, The Concise Dictionary of Tennis, Maylower Books Inc, Nowy Jork 1978